# 한국협동조합연구소
한국협동조합연구소는 협동조합에 관한 조사 ·연구 ·교육을 통하여 협동조합운동 활성화 목적으로 1995년 3월 14일 설립된 대한민국 농림수산식품부 소관의 사단법인이다. 사무실은 세종특별자치시 한누리대로 583, 4층에 위치하고 있다.

## 주요 사업
- 협동조합 및 그 관련 분야에 관한 조사연구
- 협동조합 발전을 위한 상담활동
- 협동조합 전문인력 양성을 위한 교육
- 협동조합 설립을 위한 지원
- 협동조합에 관한 정기간행물 발행
- 연구결과에 대한 발표회 개최 및 정책 건의
- 경제민주화와 협동문화의 정착을 위한 대국민 홍보
- 협동조합간 협동 촉진사업
- 협동조합에 관한 해외연수 및 국제교류
- 기타 본 연구소 목적 달성을 위하여 필요한 사업